# Biesenbacher Mühle

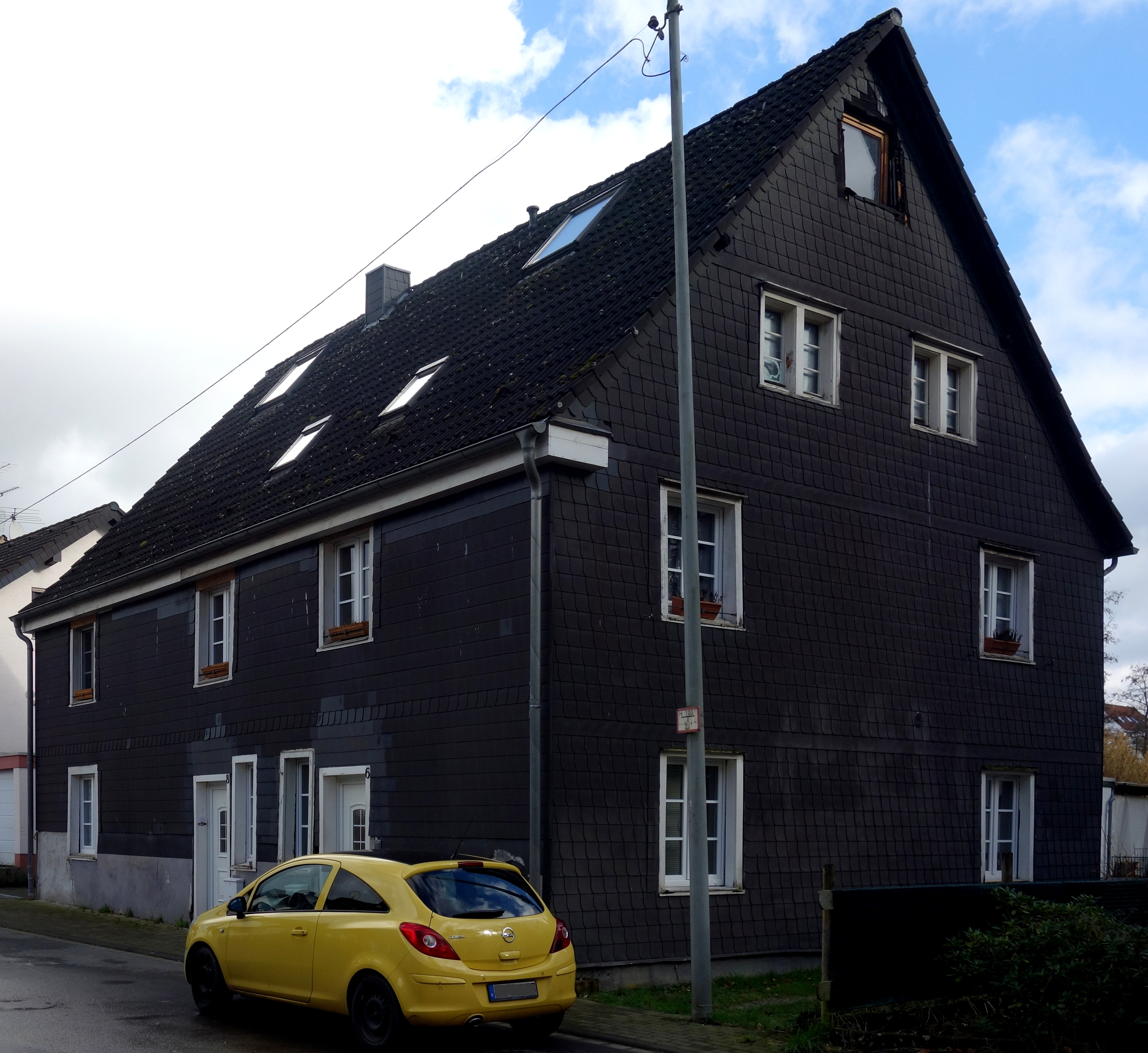
Biesenbacher Mühle

Die Biesenbacher Mühle ist eine ehemalige Wassermühle in der Siedlung Biesenbach im Leverkusener Stadtteil Bergisch Neukirchen (Verwaltungsbezirk Lützenkirchen) in Nordrhein-Westfalen. Das Mühlengebäude befindet sich etwa 30 Meter vom Wiembach entfernt.

## Geschichte

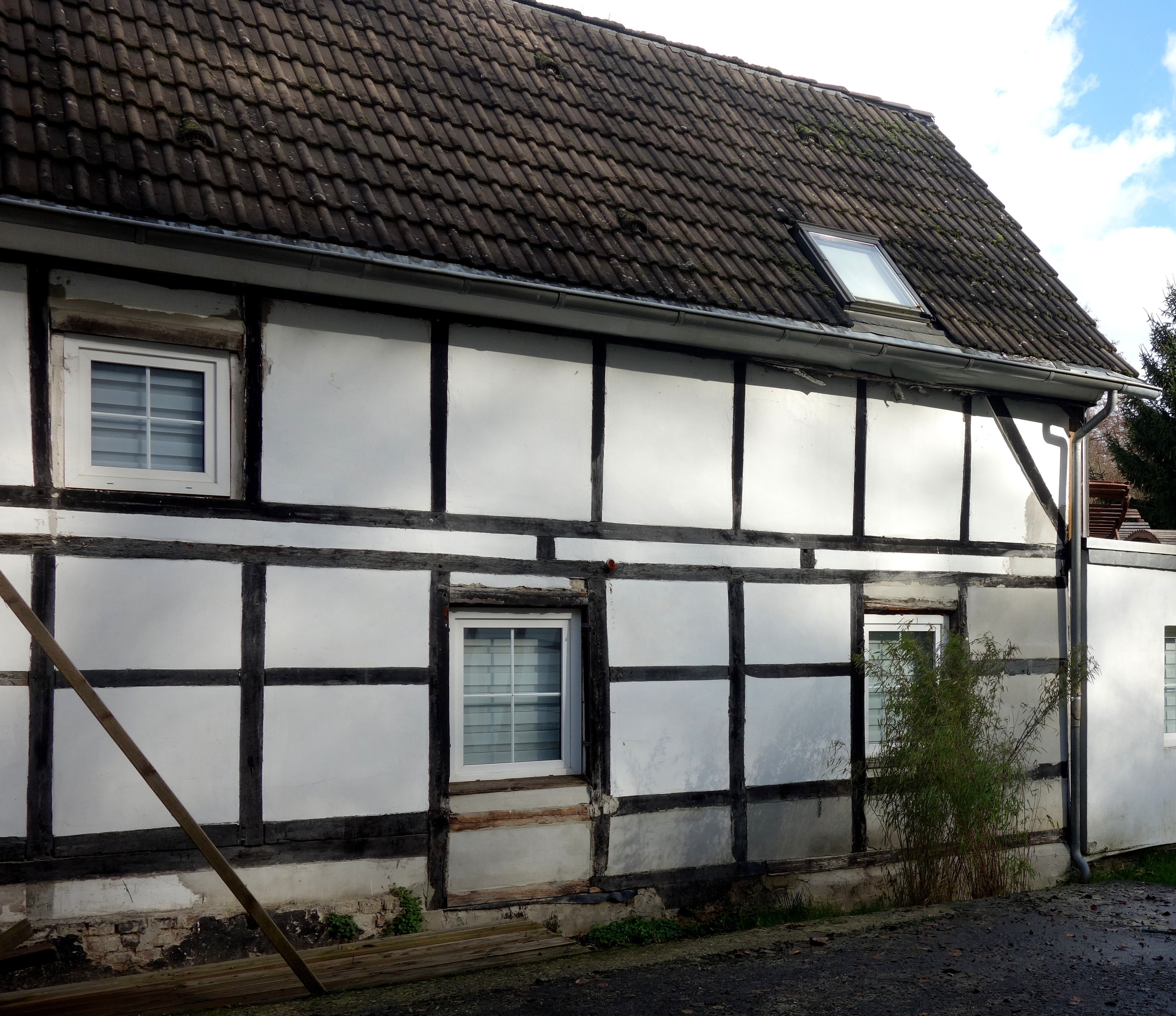
Fachwerkanbau

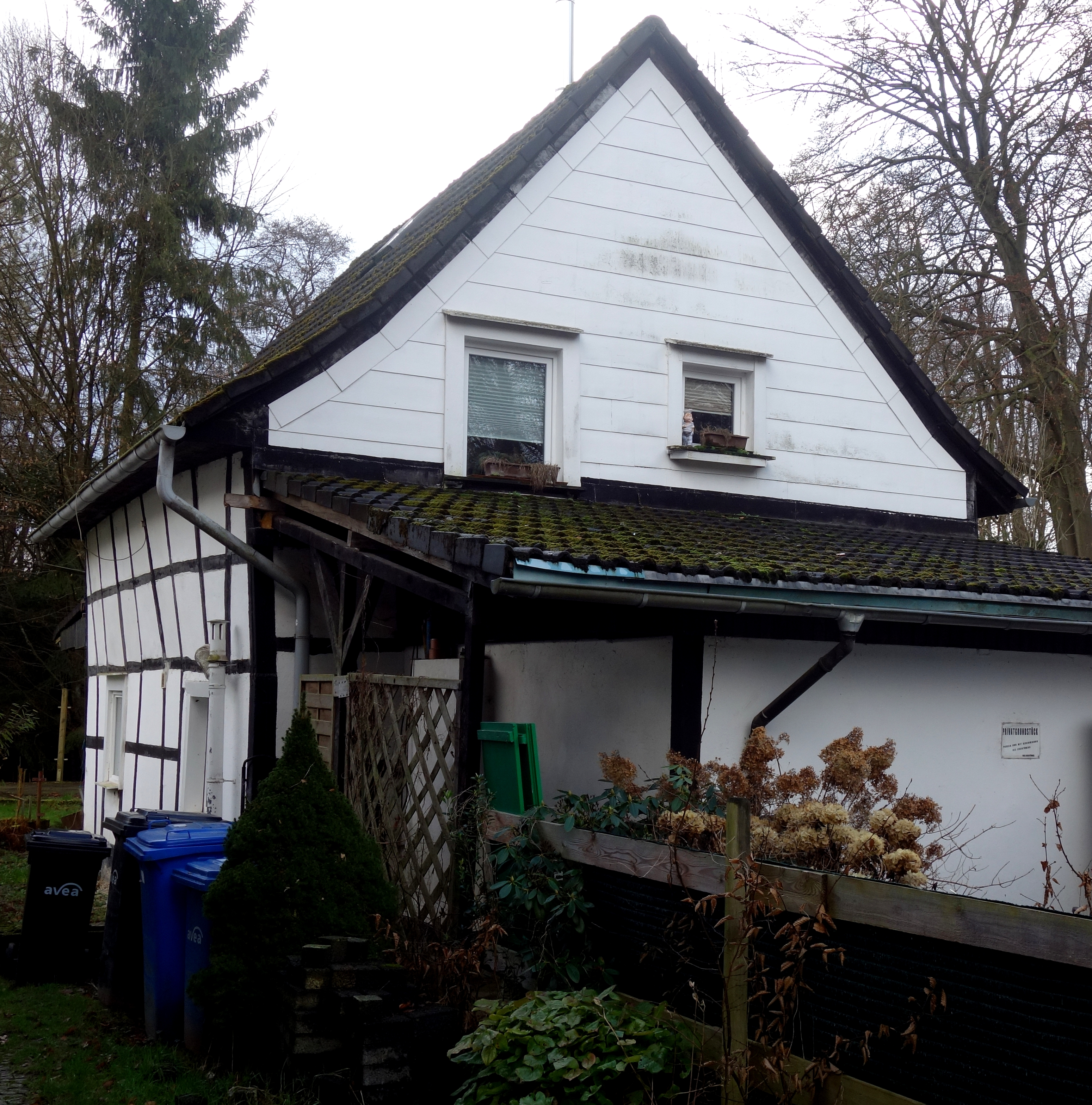
Fachwerk-Nebengebäude gegenüber der Mühle

Schon im Jahre 1506 wurde erstmals der Name Biesenbacher Hof urkundlich erwähnt. Laut Opladener Stadtchronik wurde die Biesenbacher Mühle 1715 auf einer bergischen Landkarte eingezeichnet. Um 1800 entstand das Mühlengebäude als zweigeschossiger Fachwerkbau. Laut Urkarte von 1829 bestand der Mühlenkomplex aus dem Mühlengebäude mit rückwärtigem Anbau, einer Scheune und einem Wohnhaus mit Stallungen gegenüber der Mühle.
1834 übernahm Peter May den Betrieb der Biesenbacher Mühle als Frucht- und Ölmühle. In den 1850er Jahren erwarb Wilhelm Pohlig die Mühle, die seitdem auch Pohligsmühle genannt wird. Pohlig verkaufte sie 1858 an die Industriellenfamilie Tillmanns.
Im November 1858 beantragten die Gebrüder Tillmanns beim Bürgermeister Rossi in Schlebusch die Genehmigung zum Bau einer Fabrik am Wiembach zur Herstellung von Holz- und Eisengewindeschrauben mit oberschlächtigem Wasserrad. Nach Erteilung der Genehmigung im März 1859 wurde 1860 der Betrieb aufgenommen. Zu der Gesamtanlage, der die Gebrüder Tillmanns den Namen Neucronenburg gaben, gehörten unter anderem ein zwei Hektar großer Stauweiher im Wiembachtal sowie ausgedehnte Ländereien und zwei repräsentative Wohnhäuser.
In der zweiten Hälfte des 19. Jahrhunderts wurde die Mühle umgenutzt. Im Keller der bachseitigen Haushälfte wurde ein elektrischer Generator installiert und die darüber liegenden Geschosse wurden in die Wohnnutzung einbezogen.
In den 1970er Jahren wurde das Mühlrad demontiert sowie die Radkammer und der Obergraben verfüllt. Heute ist nur noch der Gebäudebestand erhalten.

## Beschreibung

### Architektur
Das zweigeschossige Mühlengebäude mit Satteldach ist im Innenbereich durch eine Querwand in einen Wohnbereich und einen Mahlbereich unterteilt. In einem Bruchstein-Keller des bachseitigen Mahlbereichs befinden sich noch Fundamentreste des vom Wasserrad angetriebenen Generators.
Ein eingeschossiger Fachwerkbau mit fast quadratischen Gefachen und Windstreben in Gebäudehöhe auf der anderen Seite des Mühlenkanals ist ebenfalls Teil des Mühlenkomplexes.

### Technische Ausstattung

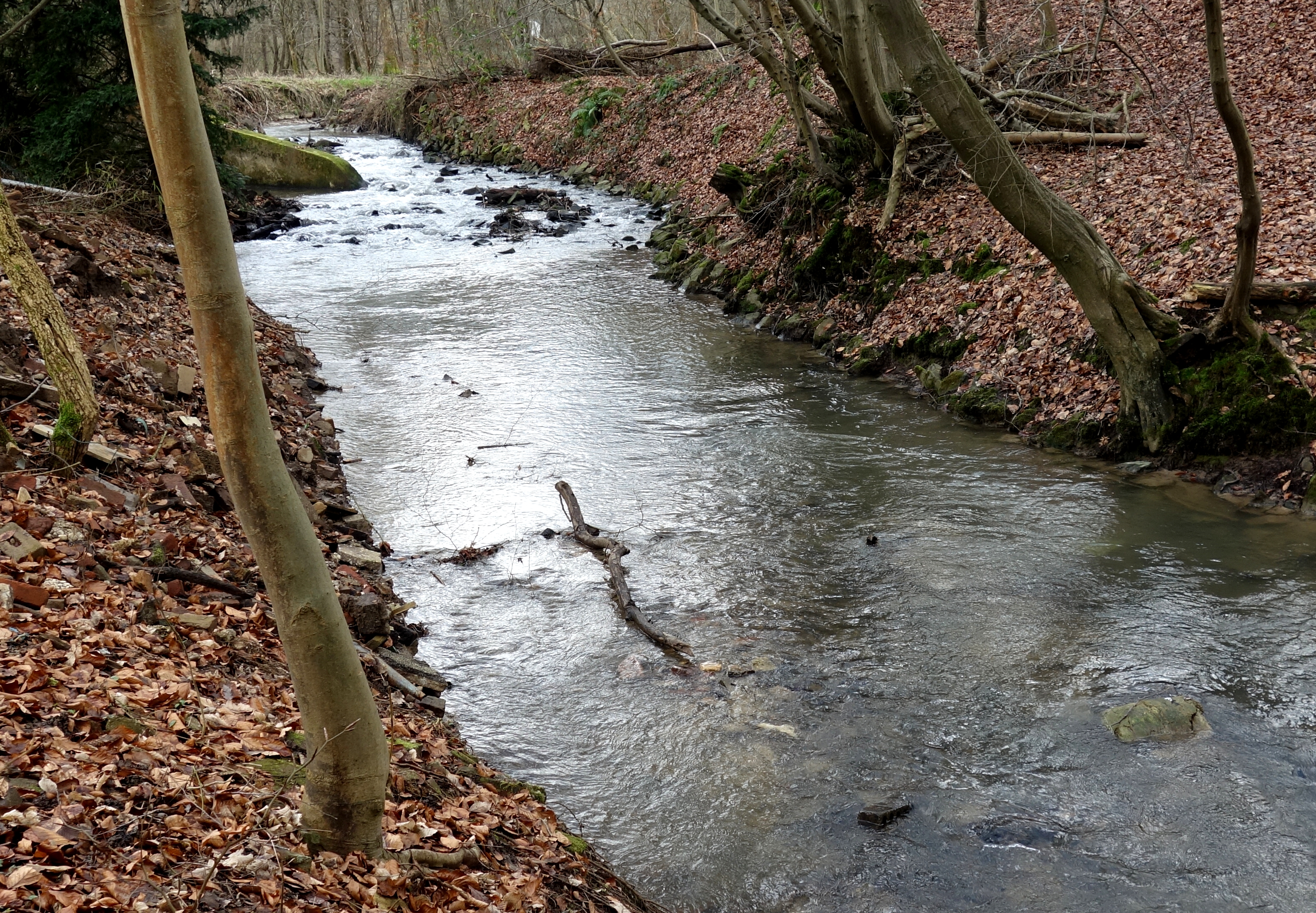
Der Wiembach im Bereich der Mühle

Das Mühlengebäude hatte über den Ober- und Untergraben eine Verbindung mit dem Wiembach. Etwa 40 Meter östlich des Mühlengebäudes lag die Abzweigung des Obergrabens vom Wiembach. Das dortige Wehr, das die zur Speisung des Mühlengrabens erforderliche Stauhöhe sicherte, ist noch erhalten. Im Zuge der Umnutzung der Mühle wurde hinter dem Wehr das Wasser zunächst in ein etwa 60 cm dickes genietetes Rohr geleitet. Danach führte das Rohr das Wasser in den etwa 1,20 Meter breiten mit Betonwänden eingefassten Mühlengraben, der inzwischen zugeschüttet ist. Auch die Radkammer ist heute zubetoniert, jedoch blieb das Rohr auf einer Länge von 10 Metern erhalten.
Nach Angaben der Bewohner verläuft der Untergraben heute als gemauerter Kanal unter der Straße. Im weiteren Verlauf wird er aus dem entlang der Straße fließenden Siefen gespeist, tritt nach ungefähr 25 Metern Entfernung vom Mühlengebäude durch ein Tonrohr wieder zutage und mündet schließlich flussabwärts in den Wiembach.

## Denkmalschutz
Die Biesenbacher Mühle wurde am 3. März 1995 unter der Nummer 268 in die Liste der Baudenkmäler in Leverkusen eingetragen. Gleichzeitig erhielt das Mühlengelände unter der Nummer B10 einen Eintrag in die Liste der Bodendenkmäler in Leverkusen.